# Le Profezie
Le Profezie'   (in francese Les Prophéties) è una raccolta di profezie dell'astrologo e medico francese Nostradamus, la cui prima edizione apparve nel 1555. La sua opera più famosa è una raccolta di poesie, quartine, rilegate in dieci serie di versi ("Centurie") di 100 quartine ciascuna. 

## Premessa
Le previsioni non seguono una coerenza cronologica e sono state scritte combinando francese, greco, latino e occitano. Si ritiene che contengano anagrammi, riferimenti mitologici e astrologici in un linguaggio soggettivo che ne rende difficile la comprensione. Alcuni studiosi sostengono che questa fosse una risorsa utilizzata da Nostradamus per eludere la Santa Inquisizione, per paura di essere perseguitato per eresia.
La maggior parte dei quartetti tratta di disastri e Nostradamus divenne famoso per la sua convinzione di poter predire il futuro.

## Struttura e temi dell'opera
La Lettera aperta al re Enrico II è la prefazione all'edizione perduta del 1558 delle Profezie, ristampata nell'edizione postuma del 1568 da Benoist Rigaud. Dedicata al re di Francia, dopo un'introduzione formale, Nostradamus fa diverse affermazioni sulle fonti della sua ispirazione ed elenca numerose profezie criptiche (quasi tutte senza data) che apparentemente hanno poco a che fare con quelle dell'opera stessa.
Include:
- Decadenza e calamità che minacciano sia la Chiesa che i laici
- L'arrivo dei sovrani francesi che scuoteranno l'Europa
- La fusione dei regni e la diffusione di nuove leggi
- Lo scontro con l'Inghilterra e una sanguinosa invasione dell'Italia
- Nuove alleanze tra Roma, Europa orientale e Spagna
- La liberazione della Sicilia dai tedeschi
- La persecuzione degli arabi da parte delle nazioni latine
- L'avvento dell'Anticristo come Redes e i suoi eserciti
- Attacchi musulmani contro il Papa e la sua Chiesa
- Un'eclissi di oscurità senza precedenti
- Un grande trambusto di ottobre, 73 anni e sette mesi
- Rinnovamento della Chiesa da parte di uno del 50º grado di latitudine
- Un tentativo da parte delle persone di liberarsi che si tradurrà in una prigionia ancora più grande
- L'avvento del Grande Cane e di un Mastino ancora più grande
- La ricostruzione delle chiese e il ripristino del sacerdozio
- Un nuovo disastro, con leader corrotti e generali che saranno disarmati da un popolo scettico
- Un nuovo salvatore militare e reale che governa da un'altra "piccola Mesopotamia"
- La soppressione di un'antica tirannia mediante una cospirazione
- Una potente rinascita dell'Islam, con il cristianesimo occidentale in declino e decadenza
- Una persecuzione senza precedenti della Chiesa, con due terzi della popolazione sterminati dalla peste
- Desolazione del paese e del clero, mentre l'esercito arabo invasore conquistava Malta, la Francia mediterranea e le isole al largo della costa.
- Una controinvasione occidentale che salverà la Spagna dagli invasori e inseguirà gli arabi in Medio Oriente
- Lo spopolamento di Israele, con il Santo Sepolcro convertito in edifici agricoli
- Terribile punizione inflitta agli orientali dai settentrionali, le cui lingue avranno acquisito una mescolanza araba
- Sconfitta dei leader orientali e sette anni di trionfo per i cristiani del nord
- La persecuzione dei cristiani fino al 1792, quando iniziò un'era completamente nuova
- Una Venezia estremamente potente
- Vaste battaglie navali nell'Adriatico, distruzione di molte città e persecuzione della Chiesa e del Papa
- Un breve regno dell'Anticristo, con un enorme esercito liberatore guidato in Italia da un "Ercole gallico".
- Grandi inondazioni che cancellarono la conoscenza stessa delle lettere
- Pace universale verso l'inizio del settimo millennio dopo la creazione e il restauro del Santo Sepolcro
- Una grande conflagrazione
- Restaurazione del papato
- Saccheggio del Santo dei Santi da parte dei pagani e distruzione delle scritture
- Il regno del principe dell'inferno per 25 anni dopo l' Anticristo
- Uccelli premonitori
- Una nuova età dell'oro di Saturno, la legatura di Satana per mille anni, e la pace e l'armonia universale, con la Chiesa finalmente trionfante

Nella lettera sono indicate anche due date diverse per la creazione del mondo.

## Edizioni
La prima edizione, apparsa nel 1555, comprendeva tre intere centurie e 53 quartetti. Il libro inizia con una prefazione, sotto forma di messaggio al figlio Cesare, seguita dalle Centurie vere e proprie. La seconda edizione fu pubblicata lo stesso anno e presenta piccole differenze rispetto alla prima.
La terza edizione fu pubblicata nel 1557 e comprendeva il testo completo dell'edizione precedente, integrato da altre tre centurie. La quarta edizione fu pubblicata due anni dopo la morte dell'autore, nel 1568. È la prima edizione a includere tutti i dieci secoli, nonché una seconda prefazione, la lettera al re Enrico II. Tuttavia i  quartetti dal 55 al 100 del VII secolo non furono mai completati.